# Lão Hộ
Lão Hộ là một xã thuộc huyện Yên Dũng, tỉnh Bắc Giang, Việt Nam.
Xã Lão Hộ có diện tích 4,65 km², dân số năm 1999 là 2925 người, mật độ dân số đạt 629 người/km².

## Lịch sử
Thời Phong kiến, Địa bàn xã Lão Hộ là một phần của Tổng Lan Mẫu, huyện Phượng Nhãn, tỉnh Bắc Giang).
Sau Cách mạng tháng 8/1945, xã Lan Mẫu thuộc huyện Lạng Giang, tỉnh Bắc Giang.
Ngày 06 tháng 9 năm 1952, Tỉnh ủy Bắc Giang đã ra Nghị quyết số 06/NQBB/BG, sáp nhập xã Lan Mẫu về huyện Yên Dũng.
Ngày 17 tháng 5 năm 1958, Bộ Nội vụ ra Quyết định số 172-NV. Theo đó, chia xã Lan Mẫu thành 3 xã:
- xã Lan Mẫu
- xã Đại Lâm
- xã Lão Hộ

Ngày 27 tháng 2 năm 1961, Thủ tướng Chính phủ ra Quyết định số 33/CP chuyển xã Đại Lâm về huyện Lạng Giang quản lý và chuyển xã Lan Mẫu về huyện Lục Nam quản lý. xã Lão Hộ giữ nguyên hiện trạng cho đến nay.

## Hành chính
xã Lão Hộ gồm 04 thôn: Toàn Thắng, Liên Sơn, Quyết Chiến, Thượng Tùng.
Theo nghị quyết số 233 - NQ/TU của Ban Chấp hành Đảng bộ tỉnh Bắc Giang về chủ trương sắp xếp lại đơn vị hành chính cấp huyện và phát triển đô thị trên địa bàn tỉnh Bắc Giang, giai đoạn 2022-2025, xã Lão Hộ sẽ tiến hành các bước để sáp nhập và trở thành 1 phần của Phường Tân An, Thành phố Bắc Giang trước năm 2025.